# Pseudospinolia
Pseudospinolia (лат.) — род ос-блестянок (триба Chrysidini). Более 40 видов.

## Распространение
Главным образом встречаются в Палеарктике (около 15 видов), также в Неарктике. В Европе около 10 видов.

## Описание
Большинство видов паразитирует на одиночных осах Eumeninae.

## Систематика
В 2017 году было предложено по номенклатурным соображениям восстановить род Pseudochrysis  Semenov, 1891 (иногда как синоним в Euchroeus; типовой вид Chrysura humboldti Dahlbom, 1845), а таксон Pseudospinolia (типовой вид Chrysis uniformis  Dahlbom, 1854) считать его синонимом.
- Pseudospinolia aureicollis (Abeille de Perrin, 1878)
- Pseudospinolia fahringeri (Trautmann, 1926)
- Pseudospinolia gratiosa (Mocsáry, 1889)
- Pseudospinolia incrassata (Spinola, 1838)
- Pseudospinolia marqueti (Du Buysson, 1887)
- Pseudospinolia neglecta (Shuckard, 1836) — Голарктика
- Pseudospinolia transversa (Dahlbom, 1854)
- Pseudospinolia uniformis (Dahlbom, 1854)
- Pseudochrysis chamaleon (Semenov, 1967)
- Pseudochrysis neglecta (Shuckard, 1837)
  - = Chrysis tadzhika Semenov et Nikol’skaya, 1954, syn. nov.[4]